# Zastava M76
Zastava M76 — югославская и сербская снайперская винтовка. Сконструирована на основе автомата Zastava M70.

## Конструкция
Автоматика работает по принципу отвода части пороховых газов с длинным ходом поршня. Режим огня — только одиночными выстрелами. Запирание канала ствола производится поворотом затвора с двумя боевыми упорами. В стволе 4 правосторонних нареза, шаг нарезов 240 мм. В дульной части ствола нарезана резьба Tr 22x3 для установки дульных устройств, установлен пламегаситель. Была возможна установка глушителя. Ствольная коробка — стальная, фрезерованная. Предохранитель расположен на правой стороне ствольной коробки. В газовой каморе установлен трёхпозиционный регулятор для изменения скорости отката затворной рамы при работе в сложных условиях. Прицельные приспособления состоят из мушки и прицела секторного типа. Оптический прицел устанавливается на крепление типа «ласточкин хвост», расположенное на левой стороне ствольной коробки. Винтовка оснащалась четырёхкратным оптическим прицелом Zrak ON-M76. Была возможна установка ночного прицела Zrak PN 5×80. Цевьё, пистолетная рукоятка и приклад выполнены из дерева. Приклад нескладной, с резиновым затыльником. Винтовка могла быть укомплектована штык-ножом.
Для рынка гражданского оружия предлагались варианты под патрон 7,92 × 57 мм и .308 Winchester.
Несмотря на некоторую внешнюю схожесть с СВД, M76 не является её вариантом: в отличие от M76, СВД работает по принципу отвода части пороховых газов с коротким ходом поршня и использует патрон 7,62 × 54 мм R.

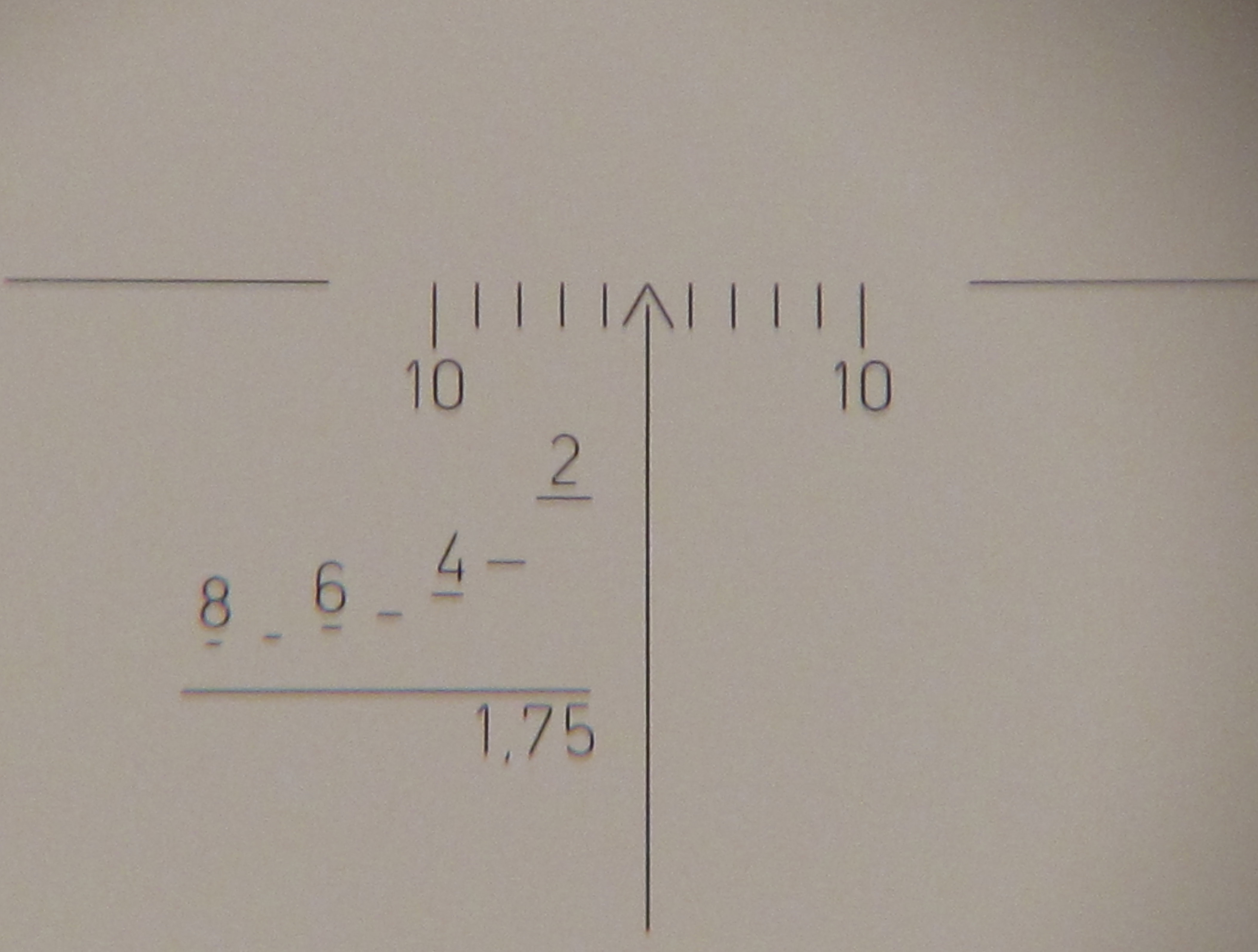
Сетка прицела Zrak ON-M76B

## Страны-эксплуатанты
- Босния и Герцеговина[13][14][15] — в том числе используется полицейским спецназом Республики Сербской[16]
- Ирак[2]
- КНДР — копия местного производства «JeoByeokBoChong»[17]
- Руанда[18]
- Северная Македония[19][20][21][22]
- Сербия[23][24][25][26][27]
- Словения[28]
- Хорватия[29]
- Черногория[30]

### Бывшие эксплуатанты
- Югославия[31]